# Панк-рэп
Панк-рэп — поджанр хип-хопа. Его основными признаками являются бунтарские тексты про социальные и политические проблемы. Панк-рэп испытал влияние панк-рока, трэпа, метала и Lo-Fi.
Одним из первых исполнителей этого поджанра был хип-хоп-коллектив Odd Future. В статье для BBC журналист Томас Хоббс назвал расцвет панк-рэпа «бунтом против политических событий, когда исполнители проявляли недовольство к таким темам, как выход Великобритании из Европейского союза, первое президентство Дональда Трампа и глобальное потепление». Среди представителей жанра: City Morgue, Дензел Карри, Канье Уэста, Lil Peep, Lil Uzi Vert, Rico Nasty, XXXTentacion и другие.

## Характеристики
Некоторые панк-рэп-музыканты используют элементы панк-рока, такие как скриминг, в то время как другие исполняют мелодично. Vulture описал происхождение поджанра как «продукт слияния трэпа Атланты и дьявольской эклектики исполнителей из Майами, таких как SpaceGhostPurrp». Резкий стиль вокализации Лил Джона также повлиял на развитие панк-рэпа.
Панк-рэп-песни «короткие, повторяющиеся, обёрнутые дисторшном и мрачно эффективные».